# Evert Gustavsson
Evert Gustavsson var en svensk fotbollsmålvakt som representerade Gais i allsvenskan mellan 1933 och 1935.
Han debuterade för klubben i allsvenskan säsongen 1933/1934, men ansågs inte hålla måttet och ersattes inför vårsäsongen av Erik Angren, som värvats in från Hisingstads IS. Han var därefter reserv bakom Angren även säsongen 1934/1935, innan han försvann från klubben. Sammanlagt spelade han 14 matcher för Gais.